# Photo-évaporation
Pour les articles homonymes, voir Évaporation (homonymie).

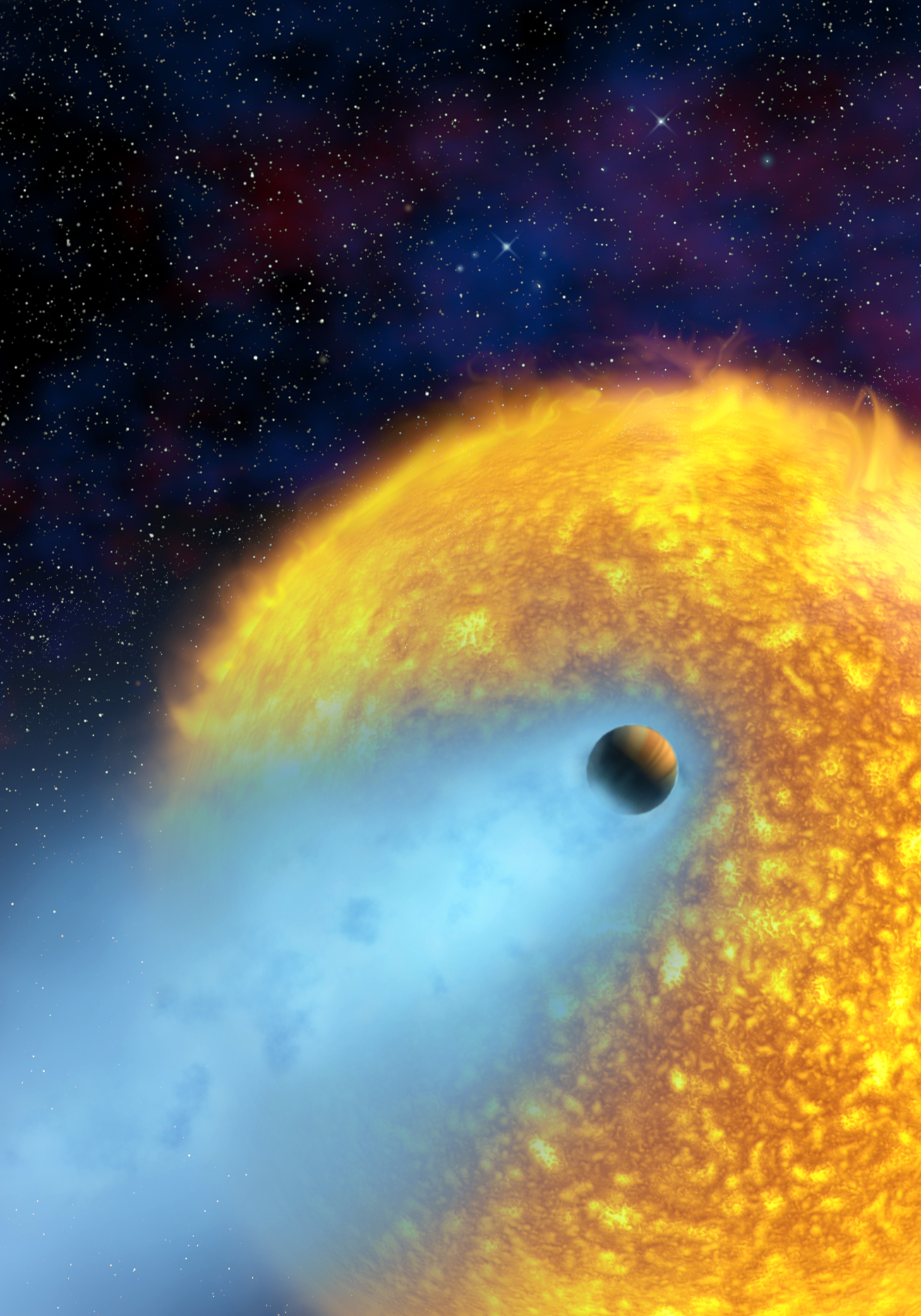
Vue d'artiste représentant l'évaporation d'Osiris.

La photo-évaporation est la destruction partielle ou complète du disque protoplanétaire d'une étoile, ou de l'atmosphère d'une planète, par des photons de haute énergie et d'autres rayonnements électromagnétiques.

## Atmosphères planétaires
L'atmosphère d'une planète est constamment bombardée par le rayonnement de l'étoile autour de laquelle elle orbite. Si un photon interagit avec une molécule de l'atmosphère, elle est accélérée et sa température augmente. Si la particule reçoit une quantité suffisante d'énergie, elle peut atteindre la vitesse de libération de la planète et ainsi « s'évaporer » dans l'espace. Plus le nombre de masse du gaz est faible, plus la vitesse obtenue par interaction avec un photon est élevée. Ainsi l'hydrogène est le gaz le plus sensible à la photo-évaporation. De même, plus proche est la planète de la source de rayonnement, plus les interactions entre l'atmosphère et le rayonnement sont nombreuses ; les planètes proches de leurs étoiles ont des atmosphères plus petites (les planètes chtoniennes) évoluent vers une dissolution complète, comme ce fut le cas pour la Jupiter chaude HD 209458 b dans la constellation de Pégase.

## Photo-évaporation des disques protoplanétaires

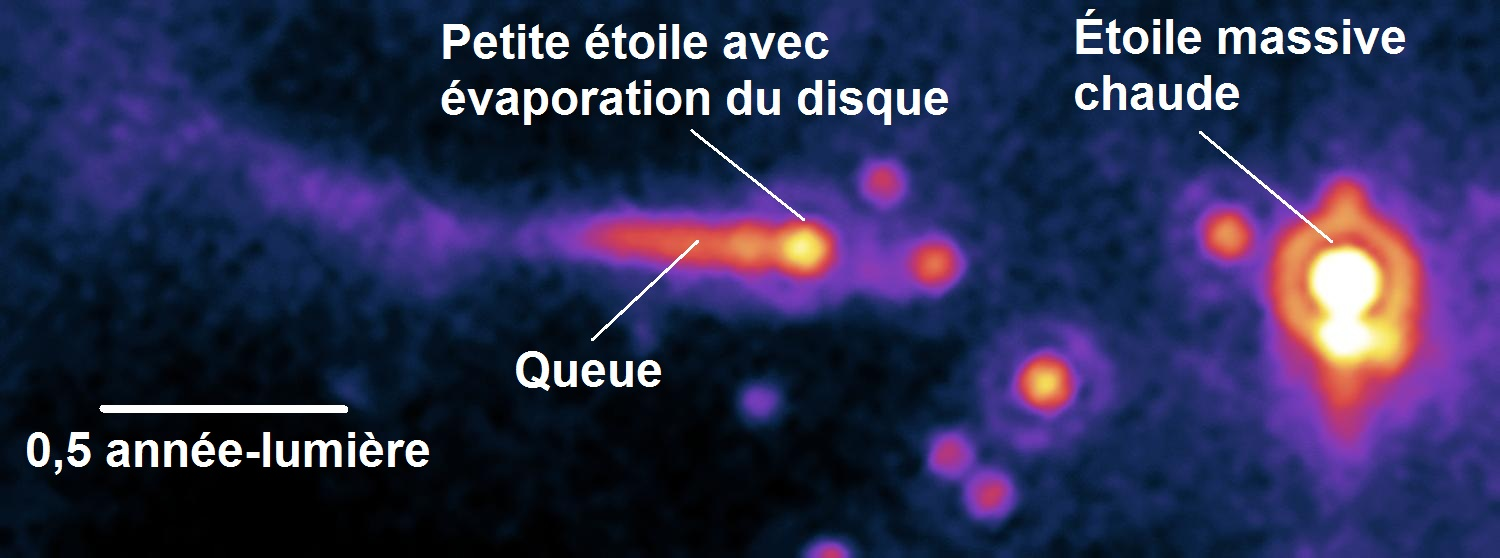
Photo-évaporation survenant à un disque protoplanétaire en raison de la présence d'une voisine de classe O.

Les disques protoplanétaires peuvent être dispersés par le vent stellaire et le réchauffement causé par l'incidence de rayonnements électromagnétiques. Le rayonnement interagit avec la matière et accélère ainsi vers l'extérieur. Cet effet est perceptible uniquement lorsqu'il y a une force de rayonnement suffisante provenant de proches étoiles O et de type B par exemple, ou lorsque la protoétoile centrale commence sa fusion nucléaire.
Un paramètre important pour déterminer le degré d'évaporation d'un disque est donné par le rayon gravitationnel (rg), déterminé par l'équation:
{\displaystyle r_{g}={\frac {\left(\gamma -1\right)}{2\gamma }}\cdot {\frac {GM\mu }{k_{B}T}}\approx 1,4{\frac {\frac {M}{M_{\odot }}}{{\frac {T}{10^{4}}}\ {\rm {K}}}}\ {\rm {UA}},\!}
où γ est le rapport des chaleurs spécifiques (équivalent à 5/3 pour un gaz monoatomique), G est la constante gravitationnelle, M la masse de l'étoile centrale, {\displaystyle M_{\odot }} la masse du Soleil, μ le poids atomique moyen du gaz, {\displaystyle {k_{B}}} la constante de Boltzmann, T la température du gaz en kelvin, et UA la distance au centre en unités astronomiques.
En dehors du rayon gravitationnel, les particules deviennent suffisamment excitées pour surmonter la gravité du disque et s'évaporer. Après une période de 106 – 107 années, le taux de croissance devient inférieur au taux d'évaporation à une distance égale à rg. À ce point du rg une brèche s'ouvre : l'écart dans la partie intérieure du disque ou se glisse dans l'étoile ou est transmise à rg et s'évapore, et dans les deux cas, il se crée un vide qui s'étend de l'étoile jusqu'à rg. À la suite de la formation de ce vide, les autres parties du disque externe sont rapidement dissipées.
En raison de cet effet, on croit que la présence d'étoiles massives dans une région de formation d'étoiles a des effets importants sur les formations planétaires dans les disques de jeunes objets stellaires, même s'il n'est pas clair qu'elles constituent une entrave ou facilitent le processus.